# VC Velden
VC Velden (voluit Volleybalclub Velden) is een volleybalclub uit Velden.
VC Velden beschikt over 2 herenteam, 1 heren veteranenteams, 2 damesteams, 1 dames veteranenteam, 1 meiden B team, een meiden C team
en enkele jeudgteams.
De seniorenteams komen uit in de volgende klassen:
- Dames 1: Promotieklasse D
- Dames 2: 3e klasse J
- Heren 1: 1e klasse F
- Heren 2: 4e klasse C